# Château de Monterfil
Le château de Monterfil est un édifice situé à Corseul, en France.

## Localisation
Le château est situé sur le territoire de la commune de Corseul, dans le département des Côtes-d'Armor, en région Bretagne.

## Description
Bâtisse en schiste et granit couverte d'ardoises, construite à partir d'un temple gallo-romain en 1864. L'avant-corps saillant cantonné de deux tours circulaires couvertes en poivrière, avec des lucarnes à pinacles. Le corps arrière est plus allongé. Le perron a une balustrade et un balcon polylobés.

## Historique
Le château est construit en 1854 par la famille du Breil de Pontbriand, à partir d'un édifice plus ancien. D'après Henri Frotier de La Messelière, cet emplacement serait celui d'un temple gallo-romain.
Il est inscrit à l'inventaire général du patrimoine culturel.

## Galerie

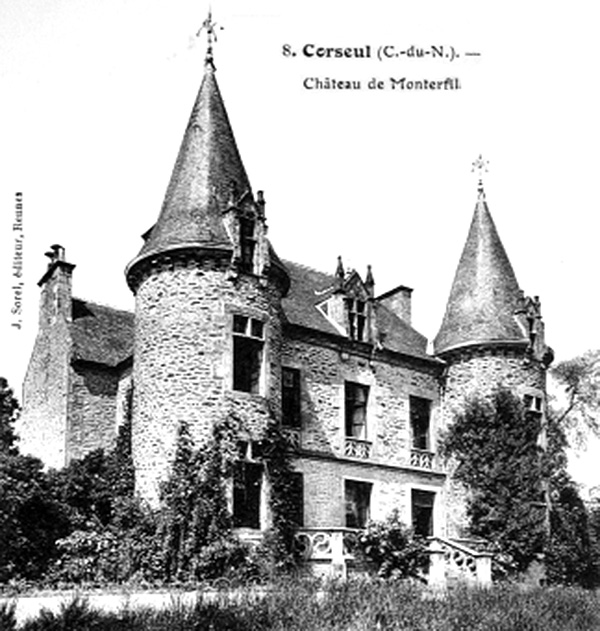
Le château de Monterfil au début du XXe siècle.
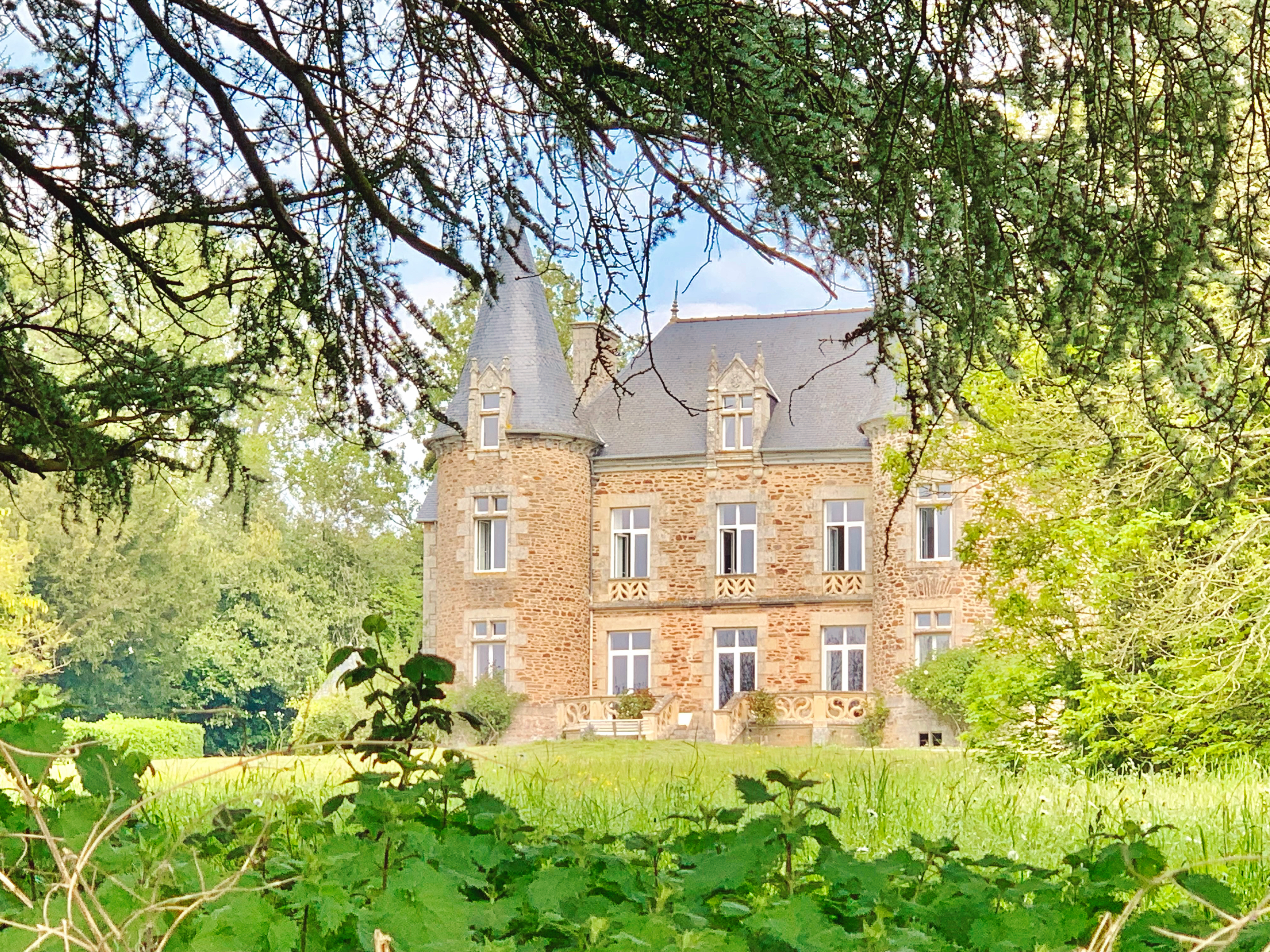
Le château de Monterfil en 2022.